# Raúl González
 Der er flere personer med dette navn, se Raúl González (flertydig).
Raúl González Blanco kendt som Raúl (født 27. juni 1977 i Madrid) er en tidligere professionel fodboldspiller fra Spanien.

## Klubkarriere

### Real Madrid
Raúl startede hos den næststørste af de madrilenske klubber, Atletico Madrid, men skiftede allerede i 1992 til Real Madrid, i en alder af bare 15 år.
Hans debut som seniorspiller kom allerede i 1994, hvor det blev til debut på både Real Madrid C, Real Madrid B og førsteholdet.
Den 15. februar 2009 scorede han to mål i 4-0-sejren over Sporting Gijon. Det var hans mål nummer 308 og 309 for Real Madrid. Dermed overgik han klublegenden Alfredo di Stefanos klubrekord på 307 mål. 
I Champions League har han for Real Madrid scoret 59 mål i 114 kampe, hvilket gør ham til den mest scorende spiller i Champions League. Raul er også den spiller der har spillet flest kampe i Champions League Han vandt såvel det spanske mesterskab som Champions League med Real Madrid. På grund af sin effektivitet blev han et symbol på Real Madrid og er kendt som en spiller der arbejder hårdt for holdet.
Han har bl.a. vundet Champions League tre gange, 1998, 2000 og 2002.
Raúl blev i 2001 kåret som Europas næstbedste spiller og nummer tre i afstemningen om årets fodboldspiller i verden samme år. Han blev udnævnt til Europas bedste fodboldspiller i 2002.
Real Madrid bekræftede den 25. juli 2010, at Raúl ville forlade klubben efter 18 år, 16 af de år var på Real Madrids A hold. Nyheden kom frem blot én dag efter, at Guti – der ligeledes bliver betragtet som en legende i Real Madrid – bekræftede, at han skulle til Besiktas. Den 26. juli blev en afsked givet af Raúl til klubben og dens fans.

### Schalke 04
Den 28. juli 2010 skiftede han til tyske Schalke 04 på en fri transfer, hvor han fik trøjenummer 7.  Han fik sin officielle debut allerede den 31. juli 2010, i en Liga Cup-kamp mod HSV, dog uden at score.  Hans første mål faldt efter 25. minutter af hans anden kamp, Liga Cup-kampen mod FC Bayern München. 

## Landsholdskarriere
Raul fik sin debut for det spanske landshold i 1996 i en kamp mod Tjekkiet og repræsenterede siden sit land ved adskillige slutrunder. Han var dog ikke med til at blive hverken europamester i 2008 eller verdensmester i 2010. Han scorede 44 mål for landsholdet i 102 landskampe.